# SN 2007dw
SN 2007dw – supernowa typu II odkryta 6 maja 2007 roku w galaktyce PGC0052215. W momencie odkrycia miała maksymalną jasność 19,00m.